# Billy & Mandy: Wrath of the Spider Queen
"Billy & Mandy: Wrath of the Spider Queen" ("La Ira de la Reina Araña" en Hispanoamérica) es la segunda película para TV basada en la serie de Cartoon Network, Las sombrías aventuras de Billy & Mandy, después de Billy & Mandy's Big Boogey Adventure. La película trata sobre que Jeff anuncia que se va a casar con la Reina Araña, que planea conquistar el mundo y vengarse de Puro Hueso por haberle arrebatado el puesto de La Muerte. En Estados Unidos la película se estrenó el 6 de julio de 2007. En España se estrenó el 31 de octubre de 2007 y en dicho país se tituló "Billy y Mandy: "La Ira de la Araña Reina".

## Sinopsis
La película comienza en (supuestamente) el primer día de escuela. Mientras va al baño, Pecas es atrapado por una araña. El lugar está infestado por muchas arañas, que están secuestrando a algunos niños. Irwin cree que es una profecía sobre que las arañas van a atacar a los humanos y conquistar al mundo, iniciando la "era de las arañas". Ni Billy, ni Mandy ni Puro Hueso le hacen caso. 
Billy va a buscar leche, donde ve que esta le habla, y entre la leche descremada y la chocolatada, elige la chocolatada. Entonces, se queda pegado a una telaraña que lo lleva a un conducto de ventilación, donde allí esta Jeff, la Araña. Jeff le dice a su aterrorizado "padre" que se va a casar, y que le gustaría que vaya a su boda. Después agarra el bote de leche de Billy. Entonces, se escucha un hermoso canto, y Jeff queda hipnotizado. Jeff se va de allí con la leche chocolatada, por lo que Billy lo sigue. En otro lugar, Valente es atrapado cuando intenta escapar de la escuela. Billy sigue a Jeff hasta la guarida de la Reina Araña, también llamada Velma, una antigua compañera de Puro Hueso, que es la prometida de Jeff. Velma anuncia sus planes: casarse y también comerse la cabeza de Puro Hueso para convertirse en Ama de las Tinieblas.
En una clase de gimnasia, muy pocos personas quedan en la escuela, incluyendo a Mandy y Puro Hueso. Este recibe una invitación para la boda de Jeff y Velma. Cuando Mandy y Puro Hueso salen del gimnasio, Mindy los sigue y los culpa de todo. Puro Hueso entonces dice que ha puesto a Endsville en peligro mortal, ya que provocó la ira de la reina araña (mencionando que también es el nombre del episodio). Entonces aparece Velma y le dice a Puro Hueso que se comera su cabeza para vengarse de que este le halla quitado el puesto de Muerte. Entonces atrapa a él, Mandy y Mindy.
En otro lugar, Billy está con Jeff fingiendo que lo quiere para poder conseguir su leche chocolatada. Billy se la pide y Jeff se la da. Pero como tenía un insecto encima, Billy la golpea y esta se derrama. La leche chocolatada le dice a Billy que la culpa es de Jeff, por lo que Billy le grita a Jeff. Jeff finalmente entiende que su padre lo detesta, por lo que se enoja y le grita y se va. Billy ve a la leche que le dice que siente odio en él, pero Billy igual se la tomá, a pesar de que la fecha de vencimiento era el 21 de enero de 1974.
En la escuela, Puro Hueso, Mandy y Mindy están con Velma que esta por empezar a comerse la cabeza de Puro Hueso, pero al abrirle la cabeza, descubre que si ve dentro de ella podrá ver los recuerdos de Gris. Velma ve la primera vez que se conocieron. Después de eso, a Velma simplemente no le importa, pero Puro Hueso le dice que debe ver un poco más para descubrir que Puro Hueso nunca la engañó. Entonces se ve cuando Puro Hueso y Velma iban a la secundaria, donde el Coco era un bravucón que molestaba a Puro Hueso. Velma protegía a Puro Hueso del Coco, lo que lo avergonzaba. Velma y Puro Hueso van a clases para escuchar un anuncio del profesor, dejando a Coco colgando de la asta de la bandera.
Mientras tanto, Mandy y Mindy deciden trabajar juntas para vencer a Velma. Mientras, Billy llega a la escuela, donde se encuentra con la leche descremada, que le dice que debe enfrentar sus miedos, por lo que se convierte en el "maestro" de Billy.
Mientras tanto, se siguen viendo los recuerdos de Puro Hueso. En la clase, el maestro anuncia que hay una vacante para Muerte, y se hará una elección para elegir al que conseguirá el puesto. El Coco, Puro Hueso y Velma, se vuelven candidatos. En las elecciones, Coco y Velma demuestran ser muy aterradores y perfectos candidatos, pero Puro Hueso es el menos admirado. Entonces, Puro Hueso descubre al Coco haciendo trampa, poniendo en la urna votos todos con su nombre. Puro Hueso lo evita, pero empieza a poner otros votos en la urna. Velma lo descubre y lo culpa de hacer trampa por lo que se va llorando. 
Entonces, Mandy y Mindy inician la "operación fastidio": le dicen a un elfo que está de guardia que Mindy quiere ir al baño, y lo engañan para quitarle una espada. Entonces escapan y empiezan a luchar contra las arañas. Velma se lleva la cabeza de Puro Hueso y Mandy y Mindy la siguen, pero son atrapadas. Cuando todo parece perdido, aparece Billy junto a un montón de águilas, que son atrapadas. Billy se reúne con Jeff y le dice que quiere estar en su boda. También le dice a Jeff que él nunca había estado enfadado con él, solo estaba poseído por el Dios de la Ira de las arañas. Entonces de la boca de Jeff sale Araknator, el dios de la ira, que dice que estaba atrapado en el bote de leche chocolatada, y cuando se derramó, fue liberado, poseyendo el cuerpo de Jeff. Billy decide vencerlo usando la resistencia pasiva, por lo que Araknator puede golpearlo todo lo que quiera, pero luego se cansara y se irá, por lo que este procede a golpearlo.
Velma decide comerse ya la cabeza de Puro Hueso, pero Mandy la tenía y estaba viendo lo que realmente paso durante las elecciones: Puro Hueso estaba llenando la urna con votos con el nombre de Velma. Después se descubre que Puro Hueso ganó ya que uso un prototipo de hoz para vengarse del Coco por haber arruinado su amistad con Velma, y todos votan por él debido a que consideraron su presentación la más malvada y aterradora. Entonces, Velma perdona a Puro Hueso. Araknator deja entonces de golpear a Billy y se va. Jeff perdona a Billy y por fin se hacen amigos. Mandy y Mindy vuelven a ser enemigas. Jeff y Velma se casan, pero como Billy no aprueba el matrimonio, Jeff no se casa. Entonces el bote de leche descremada felicita a Billy por lo que logró, y Billy le pregunta si también es un dios de la ira, a lo que responde que ni siquiera existe y desaparece. 
Ahora que Velma no va a casarse, decide conquistar el mundo tal como predijo Irwin. La película termina con un montaje de escenas con arañas conquistando el mundo y Billy gritando de miedo.
En los créditos se ve a Billy y a Jeff pasando tiempo juntos, hasta que Billy por fin recuerda su fobia a las arañas y procede a golpear a Jeff con un pedazo de madera, pero Jeff lo interpreta como cariño y este le dice que también lo ama.

## Curiosidades
- La película tiene algunas referencias a Star Wars.

- Cuando Velma ve los recuerdos de Puro Hueso, por acercarse mucho ve un corto de Betty Boop.

- Cuando un oscuro elfo dio una invitación de boda de Velma y Jeff, había dicho al Puro Hueso su nombre, preguntaban a Mandy como conocen sí no lo reconocen, Mandy respondió que: "es que se parece tanto a George Clooney", una pequeña referencia.

- Esta película podría estar inspirada en las películas El Ataque de las Arañas y Harry Potter y la Cámara Secreta. (En esta última por las escenas de las arañas dominadas por Aragog).

- Velma es de un planeta de arañas y en Transformers Animated en el episodio "Y llegó la araña" fue mencionada una exploración en un planeta de araña. la diferencia fue que en Transformers eran arañas gigantes y en la película arañas-minotauro.

- Cabe destacar también la similitud del título de la película con la 2.ª expansión del juego de Rol Online "World of Warcraft: Wrath of the Lich King"